# Myiarchus magnirostris
Caça-moscas-das-galápagos ou maria-cavaleira-das-galápagos (Myiarchus magnirostris) é uma espécie de ave da família Tyrannidae.
É endémica do Equador.
Os seus habitats naturais são: florestas secas tropicais ou subtropicais e matagal árido tropical ou subtropical.